# Kenyon Peaks
Kenyon Peaks är en bergstopp i Antarktis. Den ligger i Östantarktis. Nya Zeeland gör anspråk på området. Toppen på Kenyon Peaks är 3 167 meter över havet.
Terrängen runt Kenyon Peaks är huvudsakligen lite bergig. Trakten är obefolkad. Det finns inga samhällen i närheten. 